# 岩下コレクション
岩下コレクション（いわしたコレクション）は、大分県由布市にあるモーターサイクル等を展示している私立博物館である。

## 展示内容

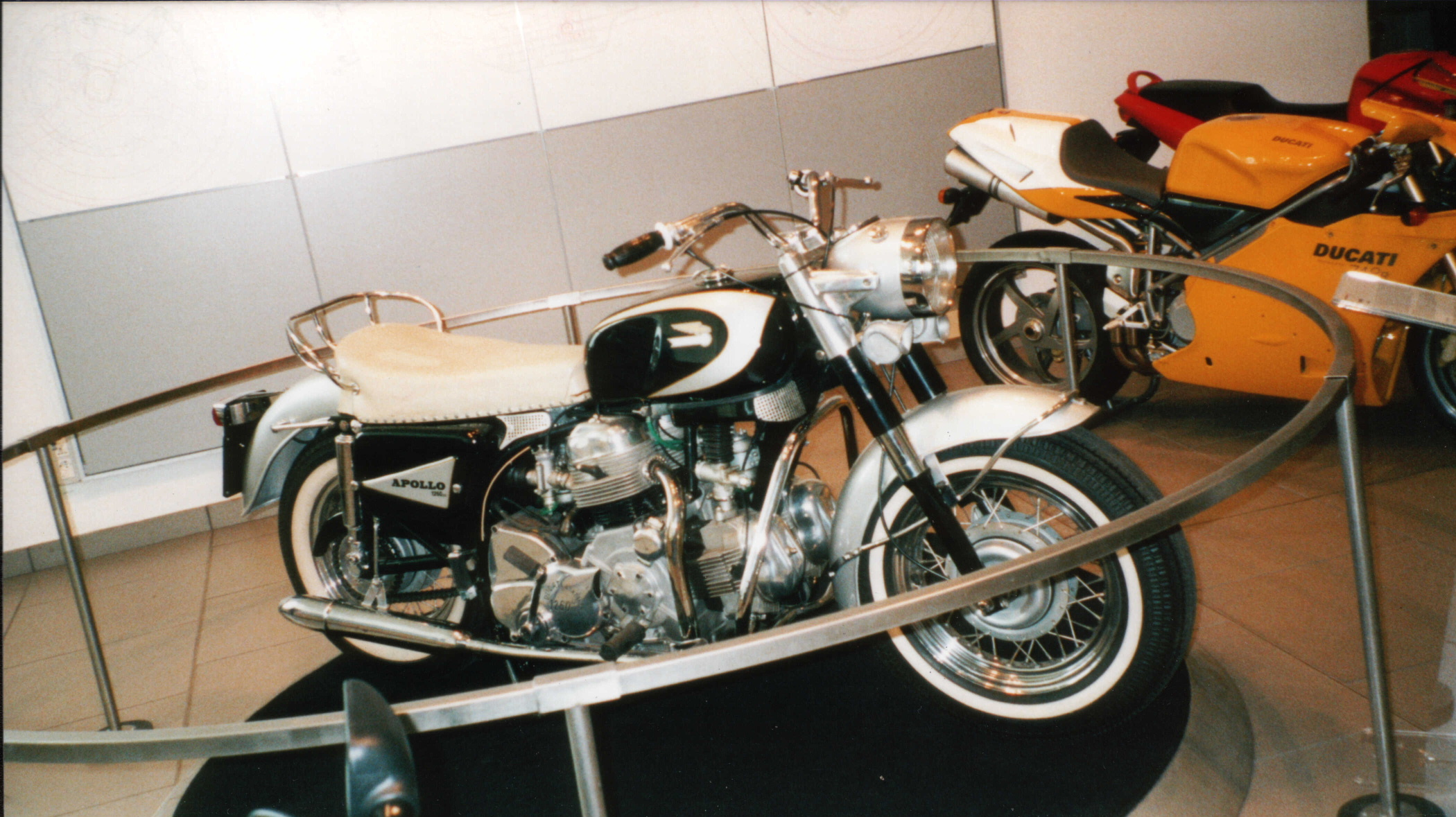
ドゥカティ・アポロ（写真は2002年にドゥカティ美術館に貸与・展示された時のもの）

### 世界のモーターサイクル歴史館
世界に1台しか現存しないドゥカティ・アポロや、「オートバイのロールスロイス」とも呼ばれたブラフ・シューペリアをはじめ、ヴィンテージバイク約200台を展示している。

### 昭和レトロ館
20軒の店舗からなる昭和の街並みを再現し、大衆文化財5万点を展示している。力道山がルー・テーズに勝った記念に購入した特注のキャデラック等も展示されている。

### ステンドグラス&アンティーク
ダイアナ妃の実家であるスペンサー家のステンドグラスをはじめとするステンドグラス20数点、イギリス製バーカウンター等のアンティークを展示している。
そのほかにも、屋外の駐車場（屋根を設置する予定）で蒸気機関車（D51 1032）を展示している。

## 開館時間等
- 開館時間 - 9:00-17:00
- 休館日 - 年中無休

入館者には特別会員証が渡され、次回以降は特別会員証を提示すると入館料が通常の半額になる。

## 交通
- JR九州久大本線由布院駅から車で3分（約2km）
- 大分自動車道湯布院ICから車で2分（約1.5km）[8]